# Bengo
Bengo je provincií Angoly. Jejím hlavním městem je Caxito. Podle statistik z roku 1988 zde žilo 18 700 lidí. Nyní má tato oblast rozlohou 33 016 km² a přibližně 450 000 obyvatel.
Provincie na severozápadě hraničí s provincií Zaire, Uige na severovýchodě, Cuanza Norte na východě, Cuanza Sul na jihu a na západě se nachází provincie Luanda. Právě s Luandou dříve provincie tvořila jeden celek, ale v roce 1980 byla původní Luanda rozdělena na malou současnou Luandu a mnohem větší Bengo.
Provincie Bengo se táhne podél pobřeží Atlantského oceánu, kdy pobřeží provincie je rozděleno na dvě části provincií Luanda, která tak již nemá žádného dalšího souseda. V provincii se nachází Národní park Quiçama a lesní rezervace Kibinda. Provincie má množství jezer, kdy většina z nich se nachází v obcích Dande Icolo a Bengo.

## Obce provincie Bengo
Provincie Bengo se skládá z pěti regionů:
| Region        | Hlavní město | Plocha | Populace |
| ------------- | ------------ | ------ | -------- |
| Ambriz        | Ambriz       | 4,204  | 16,611   |
| Dande         | Caxito       | 6,529  | 82,992   |
| Ícolo e Bengo | Catete       | 3,819  | 58,830   |
| Nambuangongo  | Muxaluando   | 5,604  | 110,831  |
| Quiçama       | Muxima       | 12,046 | 29,905   |